# Parabathyscia doderoi
Parabathyscia doderoi es una especie de escarabajo del género Parabathyscia, familia Leiodidae. Fue descrita por primera vez por Leon Fairmaire en 1882.

## Distribución
Se encuentra en Italia.